# Římskokatolická farnost Choryně
Římskokatolická farnost Choryně je územním společenstvím římských katolíků v rámci děkanátu Valašské Meziříčí Olomoucké arcidiecéze s farním kostelem svaté Barbory.

## Historie
Roku 1141 se objevují zmínky o této obci v listinách olomouckého biskupa Jindřicha Zdíka. Choryně byla součástí majetku Olomoucké kapituly a od roku 1263 se stala letním statkem olomouckého biskupství. Zpočátku byla Choryně přifařena pod farnost Kelč. V roce 1785 byla ustanovena samostatní farnost. Kostel byl postaven roku 1790.

## Duchovní správci
Pořadí duchovních správců je známo od roku 1799. Pro dlouhodobou nefunkčnost tohoto odkazu nutno zaznamenat v letech 1929 – 1934 působení ve funkci faráře konzistorního radu P. Svatopluka Bohumila Kyselého (1875 – 1935).
Od července 2009 byl ustanoven administrátorem R. D. Mgr. Petr Jombík.

## Bohoslužby
| Kostel               | Místo   | Bohoslužba (den) | Hodina     | Poznámka     |
| -------------------- | ------- | ---------------- | ---------- | ------------ |
| kostel svaté Barbory | Choryně | neděle pátek     | 9.00 18.00 | Farní kostel |

## Aktivity farnosti
Ve farnosti se pravidelně pořádá tříkrálová sbírka. V roce 2018 se při ní v Choryni vybralo 22 510 korun.